# Prime Suspect 1973
Prime Suspect 1973 (también conocida como: Prime Suspect: Tennison; Principal sospechoso 1973 en España), es una serie de televisión transmitida desde el 2 de marzo de 2017 en la cadena ITV.
La serie es la precuela de "Prime Suspect" transmitida del 7 de abril de 1991 al 22 de octubre de 2006.

## Historia
La serie cuenta los primeros días de la joven oficial de policía Jane Tenninson, quien llega a la comisaría de Hackney, en donde tiene que soportar el sexismo de la época, sus compañeros, la mayoría hombres, solo esperan que les sirva el té o algo más. Jane intenta no dejarse intimidar por las actitudes y pronto Tenninson es reclutada por su jefe el detective inspector Len Bradfield para participar en la investigación del asesinato de Julie Ann Collins una joven acompañante. Pronto Jane comienza a vencer sus propias inseguridades y poco a poco comienza a tener un papel importante en el caso.
Finalmente el equipo descubre que Julie-Ann había sido asesinada por John Bentley, luego de que él descubriera que su hermano David le había revelado a Julie-Ann los planes de su padre y él para robar un banco, cuando la policía los acorrala en el banco se produce una explosión que termina con las vidas de John y del detective Bradfield.

## Personajes

### Personajes principales
| Actor                | Personaje                | Ocupación          | N.º de episodios | Duración        |
| -------------------- | ------------------------ | ------------------ | ---------------- | --------------- |
| Stefanie Martini     | WPC. Jane Tennison       | Oficial            | 6                | 2017 - presente |
| Blake Harrison       | DS. Spencer Gibbs        | Detective Sargento | 6                | 2017 - presente |
| Alun Armstrong       | Clifford "Cliff" Bentley | Ladrón             | 6                | 2017 - presente |
| Ruth Sheen           | Renee Bentley            | -                  | 6                | 2017 - presente |
| Jessica Gunning      | WPC. Kath Morgan         | Oficial            | 6                | 2017 - presente |
| Andrew Brooke        | Sgt. Harris              | Sargento           | 6                | 2017 - presente |
| Nick Sidi            | Andrew Tennison          | -                  | 5                | 2017 - presente |
| Geraldine Somerville | Joyce Tennison           | -                  | 5                | 2017 - presente |
| Nancy Carroll        | Mary Collins             | -                  | 4                | 2017 - presente |

### Personajes recurrentes
| Actor                | Personaje         | Ocupación          | Nº de episodios | Duración        |
| -------------------- | ----------------- | ------------------ | --------------- | --------------- |
| Daniel Ezra          | DC. Ashton        | Detective          | 6               | 2017 - presente |
| Joshua Hill          | DC. Edwards       | Detective          | 6               | 2017 - presente |
| Jordan Long          | DS. Paul Lawrence | Detective Sargento | 6               | 2017 - presente |
| Tommy McDonnell      | DC. Hudson        | Detective          | 6               | 2017 - presente |
| Charles Walters      | DC Regan          | Detective          | 6               | 2017 - presente |
| Rosie Day            | Pam Tennison      | -                  | 5               | 2017 - presente |
| Anthony Skordi       | Silas Manatos     | -                  | 5               | 2017 - presente |
| Ian Beattie          | Martin            | Doctor             | 3               | 2017 - presente |
| Jacob James Beswick  | Eddie Phillips    | Novio de Julie-Ann | 3               | 2017 - presente |
| Thomas Coombes       | Dwayne Clarke     | -                  | 3               | 2017 - presente |
| Geoffrey Streatfeild | George Collins    | -                  | 2               | 2017 - presente |

### Antiguos personajes principales
| Actor    | Personaje         | Ocupación           | Nº de episodios | Duración | Estado | Causa     |
| -------- | ----------------- | ------------------- | --------------- | -------- | ------ | --------- |
| Sam Reid | DI. Len Bradfield | Detective Inspector | 6               | 2017     | Muerto | asesinado |

### Antiguos personajes recurrentes
| Actor            | Personaje         | Ocupación                   | Nº de episodios | Duración | Estado | Causa                                      |
| ---------------- | ----------------- | --------------------------- | --------------- | -------- | ------ | ------------------------------------------ |
| Jay Taylor       | David Bentley     | Hijo de Clifford            | 6               | 2017     | Muerto | asesinado de un disparo por su padre Cliff |
| Lex Shrapnel     | John Bentley      | Criminal / Hijo de Clifford | 6               | 2017     | Muerto | asesinado                                  |
| Nick Nevern      | Danny Mitcham     | Criminal / Asociado de John | 5               | 2017     | Muerto | asesinado                                  |
| Arabella Larssen | Julie-Ann Collins | Acompañante                 | 1               | 2017     | Muerta | asesinada por John Bentley                 |

## Episodios
La serie estuvo conformada por 6 episodios.

## Producción
La serie está dirigida por David Caffrey, ha contado con los escritores Lynda La Plante y Glen Laker.
Ha contado con la productora Rhonda Smith, así como con los productores ejecutivos Camilla Campbell, Rebecca Eaton y Robert Wulff-Cochrane, con el apoyo del asistente de productor y productor de línea Chris Lahr.
La música está en manos de Carly Paradis, mientras que la cinematografía es realizada por Julian Court.
La serie es la precuela de la serie británica Prime Suspect donde la popular actriz Helen Mirren interpretó a la detective Jane de adulta.
Es filmada en Londres, Inglaterra, Reino Unido.

### Emisión en otros países
| País           | Cadenas                | Título              | Fecha de Inicio | Fecha de Finalización |
| -------------- | ---------------------- | ------------------- | --------------- | --------------------- |
| España         | Principal Sospechoso   | Antena 3 Televisión | 2 de marzo      | -                     |
| Estados Unidos | Prime Suspect Tennison | -                   | -               | -                     |